# شعب حمران (فرع العدين)
شعب حمران هي إحدى قرى عزلة الوزيرة بمديرية فرع العدين التابعة لمحافظة إب، بلغ تعداد سكانها 554 نسمة حسب تعداد اليمن لعام 2004.